# Flavio Baracchini
Flavio Baracchini (teljes nevén: Flavio Torello Baracchini, szül.: Villafranca Lunigiana, 1895. július 28. – Róma, 1928. augusztus 18.) egy híres olasz származású vadászpilóta és tudós volt. Az első világháborúban teljesített szolgálata során 21 igazolt és 9 igazolatlan légi győzelmet szerzett, emellett pedig kitüntették az olasz Katonai Vitézségi Éremmel is. A háború után egy vegyi laboratóriumban dolgozott Rómában. Itt következett be halála 1928-ban.

## Élete

### Katonai szolgálata
Nem tudni pontosan, hogy Baracchini mikor kezdte meg katonai pályafutását, valószínűsíthető, hogy 1916 körül (Olaszország hadba lépése után egy évvel).
Katonai pilótaként 1916-tól szolgált, első légi győzelmét azonban csak 1917 májusában szerezte meg. A 81. vadászrepülő osztag pilótájaként még ebben a hónapban újabb két ellenséges repülőgépet lőtt le. 1917 júniusában Baracchini hasonlóan eredményes volt, hiszen Nieuport 11, Nieuport 17 és Hanriot HD.I-es repülőgépeivel ismét 6 légi győzelmet aratott. Még ebben a hónapban áthelyezték a 76 vadászrepülő osztagba, ahol egészen 1918 áprilisáig szolgált. Ezután visszatért a 81. vadászrepülő osztagba és újabb 9 igazolt légi győzelmet aratott. Sikeres pályafutásának egy 1918. június 25-én bekövetkezett súlyos baleset vetett véget. Barrachini így többet már nem szolgált katonaként a háborúban.

### Légi győzelmei
Az alábbi táblázatban Flavio Baracchini igazolt légi győzelmeit láthatjuk.
| Sorszám | Dátum              | Egység | Ellenfél              |
| ------- | ------------------ | ------ | --------------------- |
| 1       | 1917. május 20.    | 81ª    | Ismeretlen            |
| 2       | 1917. május 23.    | 81ª    | Ismeretlen            |
| 3       | 1917. május 25.    | 81ª    | Ismeretlen            |
| 4       | 1917. június 3.    | 81ª    | Ismeretlen            |
| 5       | 1917. június 6.    | 81ª    | Ismeretlen            |
| 6       | 1917. június 18.   | 81ª    | Ismeretlen            |
| 7       | 1917. június 19.   | 81ª    | Ismeretlen            |
| 8       | 1917. június 22.   | 81ª    | Hansa-Brandenburg C.I |
| 9       | 1917. július 17.   | 76ª    | Ismeretlen            |
| 10      | 1917. július 29.   | 76ª    | Ismeretlen            |
| 11      | 1917. augusztus 3. | 76ª    | Hansa-Brandenburg C.I |
| 12      | 1917. augusztus 8. | 76ª    | Albatros              |
| 13      | 1918. május 2.     | 81ª    | Felderítő             |
| 14      | 1918. május 13.    | 81ª    | Felderítő             |
| 15      | 1918. május 20.    | 81ª    | Ismeretlen            |
| 16      | 1918. május 26.    | 81ª    | Felderítő             |
| 17      | 1918. június 15.   | 81ª    | Kétüléses vadászgép   |
| 18      | 1918. június 15.   | 81ª    | Felderítő             |
| 19      | 1918. június 21.   | 81ª    | Légi ballon           |
| 20      | 1918. június 22.   | 81ª    | Ismeretlen            |
| 21      | 1918. június 25.   | 81ª    | Felderítő             |

### További élete és halála
Baracchini a forrás szerint egy római laboratóriumban dolgozott a háború után. 1928-ban egy kísérlet során olyan súlyos égési sérüléseket szerzett, hogy életét nem tudták megmenteni, így alig 33 évesen elhunyt.